# Suplemento Literario de La Verdad
El Suplemento Literario de La Verdad fue una revista literaria semanal, con cabecera propia dentro del periódico, que se publicó desde noviembre de 1923 hasta octubre de 1926 y en la que colaboraron muchos de los escritores de la generación del 27.
En 1923 dirigía el periódico La Verdad Francisco Martínez García, hombre de gran cultura, que decidió potenciar el aspecto cultural del periódico. Contaba como redactor con Raimundo de los Reyes, pero en junio de 1923 contrató un nuevo redactor, José Ballester Nicolás, con quien le unía una buena amistad porque, con 18 años ambos, organizaban veladas literarias en Molina de Segura. Ballester, a su vez, era amigo íntimo de Juan Guerrero Ruiz, que por entonces vivía en Madrid y, por su relación con Juan Ramón Jiménez, tenía acceso al mundillo literario.
A partir de noviembre de 1923 comenzó a salir el Suplemento y fue poco a poco sustituyendo las colaboraciones de escritores locales por las de otros de relieve nacional, que llegaban a través de Juan Guerrero. Dejó de publicarse para dar paso a la revista Verso y Prosa, en un intento de mejorar la calidad.
Fueron colaboradores del Suplemento: Juan Ramón Jiménez, Antonio Machado, José María de Cossío, Eduardo de Ontañón, Antonio Espina, Juan Chabás, Jorge Guillén, Federico García Lorca, Rafael Alberti, Gabriela Mistral, Conrado N. Roxlo, Alfonso Reyes, Baldomero Fernández Moreno, Leopoldo Lugones, Juana de Ibarbourou, Gabriel Miró, José Bergamín, Melchor Fernández Almagro, Enrique Díez-Canedo… Las colaboraciones más frecuentes de autores murcianos llevan la firma de Andrés Cegarra, Antonio Oliver, Andrés Sobejano… y de los propios mantenedores del Suplemento: Juan Guerrero, José Ballester y Raimundo de los Reyes.